# Campeonato de Fórmula 3 de 2020
O Campeonato de Fórmula 3 de 2020 foi a segunda temporada do Campeonato de Fórmula 3 da FIA, um campeonato de automobilismo para automóveis de Fórmula 3 que é sancionado pela Federação Internacional de Automobilismo (FIA). É uma categoria de monopostos que serve como o terceiro nível de corridas de fórmulas no FIA Global Pathway. A competição foi disputada em apoio ao Campeonato Mundial de Fórmula 1 e sua categoria irmã, a Fórmula 2, com cada rodada ocorrendo em conjunto com um Grande Prêmio.
O piloto da Prema Racing, Oscar Piastri, ganhou o título do Campeonato de Pilotos na rodada de Mugello, a etapa final da temporada. A Prema Racing se tornou bicampeã do Campeonato de Equipes com uma rodada de antecedência.

## Pilotos e equipes
Os seguintes pilotos e equipes competiram no Campeonato de Fórmula 3 da FIA de 2020. Todas as equipes competiram com um chassi idêntico, construído pela Dallara e equipado com um motor Mecachrome.
| Equipe                | N.º | Pilotos             | Rodadas  |
| --------------------- | --- | ------------------- | -------- |
| Prema Racing          | 1   | Oscar Piastri       | Todas    |
| Prema Racing          | 2   | Frederik Vesti      | Todas    |
| Prema Racing          | 3   | Logan Sargeant      | Todas    |
| Hitech Grand Prix     | 4   | Max Fewtrell        | 1–6      |
| Hitech Grand Prix     | 4   | Pierre-Louis Chovet | 7–8      |
| Hitech Grand Prix     | 5   | Liam Lawson         | Todas    |
| Hitech Grand Prix     | 6   | Dennis Hauger       | Todas    |
| ART Grand Prix        | 7   | Théo Pourchaire     | Todas    |
| ART Grand Prix        | 8   | Alexander Smolyar   | Todas    |
| ART Grand Prix        | 9   | Sebastián Fernández | Todas    |
| Trident               | 10  | Lirim Zendeli       | Todas    |
| Trident               | 11  | David Beckmann      | Todas    |
| Trident               | 12  | Olli Caldwell       | Todas    |
| HWA Racelab           | 14  | Enzo Fittipaldi     | Todas    |
| HWA Racelab           | 15  | Jake Hughes         | Todas    |
| HWA Racelab           | 16  | Jack Doohan         | Todas    |
| MP Motorsport         | 17  | Richard Verschoor   | Todas    |
| MP Motorsport         | 18  | Bent Viscaal        | Todas    |
| MP Motorsport         | 19  | Lukas Dunner        | Todas    |
| Jenzer Motorsport     | 20  | Calan Williams      | Todas    |
| Jenzer Motorsport     | 21  | Federico Malvestiti | Todas    |
| Jenzer Motorsport     | 22  | Matteo Nannini      | Todas    |
| Charouz Racing System | 23  | Roman Staněk        | Todas    |
| Charouz Racing System | 24  | Igor Fraga          | 1–8      |
| Charouz Racing System | 25  | David Schumacher    | 1–6      |
| Charouz Racing System | 25  | Michael Belov       | 7–9      |
| Carlin Buzz Racing    | 26  | Clément Novalak     | Todas    |
| Carlin Buzz Racing    | 27  | Enaam Ahmed         | 1–3      |
| Carlin Buzz Racing    | 27  | Ben Barnicoat       | 4–5      |
| Carlin Buzz Racing    | 27  | Leonardo Pulcini    | 6        |
| Carlin Buzz Racing    | 27  | David Schumacher    | 7–9      |
| Carlin Buzz Racing    | 28  | Cameron Das         | Todas    |
| Campos Racing         | 29  | Alex Peroni         | Todas    |
| Campos Racing         | 30  | Alessio Deledda     | Todas    |
| Campos Racing         | 31  | Sophia Flörsch      | 1–6, 8–9 |
| Campos Racing         | 31  | Andreas Estner      | 7        |
| Fonte:                |     |                     |          |

## Calendário
O calendário do Campeonato de Fórmula 3 de 2020 foi composto por nove etapas. A categoria realizaria sua primeira rodada da temporada no Circuito Internacional do Barém, em 21 se março, que seria realizada pela primeira vez neste circuito, enquanto a rodada do Circuito Paul Ricard seria substituída por uma rodada no Circuito de Zandvoort. Entretanto, sua estreia ocorreu somente em 4 de julho no Red Bull Ring devido a pandemia de COVID-19 que provocou grandes mudanças no calendário.
| Etapa               | Circuito                                   | Corrida 1      | Corrida 2      |
| ------------------- | ------------------------------------------ | -------------- | -------------- |
| 1                   | Red Bull Ring, Spielberg                   | 4 de julho     | 5 de julho     |
| 2                   | Red Bull Ring, Spielberg                   | 11 de julho    | 12 de julho    |
| 3                   | Hungaroring, Mogyoród                      | 18 de julho    | 19 de julho    |
| 4                   | Circuito de Silverstone, Silverstone       | 1 de agosto    | 2 de agosto    |
| 5                   | Circuito de Silverstone, Silverstone       | 8 de agosto    | 9 de agosto    |
| 6                   | Circuito de Barcelona-Catalunha, Montmeló  | 15 de agosto   | 16 de agosto   |
| 7                   | Circuito de Spa-Francorchamps, Stavelot    | 29 de agosto   | 30 de agosto   |
| 8                   | Autódromo Nacional de Monza, Monza         | 5 de setembro  | 6 de setembro  |
| 9                   | Circuito de Mugello, Scarperia e San Piero | 12 de setembro | 13 de setembro |
| Corridas canceladas |                                            |                |                |
| –                   | Circuito Internacional do Barém, Sakhir    | Cancelado      | Cancelado      |
| –                   | Circuito de Zandvoort, Zandvoort           | Cancelado      | Cancelado      |
| –                   | Autódromo de Sóchi, Sóchi                  | Cancelado      | Cancelado      |
| Fonte:              |                                            |                |                |

### Mudanças no calendário, e ações contra apandemia de COVID-19
- As corridas de Zandvoort, Barém e Sóchi foram canceladas devido a pandemia de COVID-19.[37] Um calendário revisado foi publicado em junho de 2020, apresentando duas rodadas no Red Bull Ring e duas no circuito de Silverstone. Posteriormente, em julho, foi confirmada uma rodada no circuito de Mugello, que foi a etapa final do campeonato.[37]

## Mudanças no regularmente

### Regulamentos esportivos
O campeonato alterou os sistemas de pontuação e grid para a segunda corrida. Os dez primeiros colocados na primeira corrida recebiam todos pontos e tinha seus lugares invertidos na grid da segunda corrida.

## Resultados e classificações

### Resumo da temporada
| Etapa | Etapa | Circuito                        | Pole position       | Volta mais rápida | Piloto vencedor   | Equipe vencedora  |
| ----- | ----- | ------------------------------- | ------------------- | ----------------- | ----------------- | ----------------- |
| 1     | C1    | Red Bull Ring                   | Sebastián Fernández | Alex Peroni       | Oscar Piastri     | Prema Racing      |
| 1     | C2    | Red Bull Ring                   |                     | Oscar Piastri     | Liam Lawson       | Hitech Grand Prix |
| 2     | C1    | Red Bull Ring                   | Frederik Vesti      | Frederik Vesti    | Frederik Vesti    | Prema Racing      |
| 2     | C2    | Red Bull Ring                   |                     | Oscar Piastri     | Théo Pourchaire   | ART Grand Prix    |
| 3     | C1    | Hungaroring                     | Alexander Smolyar   | Théo Pourchaire   | Théo Pourchaire   | ART Grand Prix    |
| 3     | C2    | Hungaroring                     |                     | Oscar Piastri     | David Beckmann    | Trident           |
| 4     | C1    | Circuito de Silverstone         | Logan Sargeant      | Clément Novalak   | Liam Lawson       | Hitech Grand Prix |
| 4     | C2    | Circuito de Silverstone         |                     | Logan Sargeant    | Alexander Smolyar | ART Grand Prix    |
| 5     | C1    | Circuito de Silverstone         | Logan Sargeant      | Liam Lawson       | Logan Sargeant    | Prema Racing      |
| 5     | C2    | Circuito de Silverstone         |                     | Bent Viscaal      | Bent Viscaal      | MP Motorsport     |
| 6     | C1    | Circuito de Barcelona-Catalunha | Logan Sargeant      | Jake Hughes       | Jake Hughes       | HWA Racelab       |
| 6     | C2    | Circuito de Barcelona-Catalunha |                     | Dennis Hauger     | Oscar Piastri     | Prema Racing      |
| 7     | C1    | Circuito de Spa-Francorchamps   | Lirim Zendeli       | Jake Hughes       | Lirim Zendeli     | Trident           |
| 7     | C2    | Circuito de Spa-Francorchamps   |                     | Logan Sargeant    | Logan Sargeant    | Prema Racing      |
| 8     | C1    | Autódromo Nacional de Monza     | Liam Lawson         | Alex Peroni       | Frederik Vesti    | Prema Racing      |
| 8     | C2    | Autódromo Nacional de Monza     |                     | Clément Novalak   | Jake Hughes       | HWA Racelab       |
| 9     | C1    | Circuito de Mugello             | Lirim Zendeli       | Lirim Zendeli     | Frederik Vesti    | Prema Racing      |
| 9     | C2    | Circuito de Mugello             |                     | Frederik Vesti    | Liam Lawson       | Hitech Grand Prix |

### Sistema de pontuação
Os pontos eram atribuídos aos dez melhores classificados em ambas as corridas, mas com menos pontos disponíveis na segunda corrida. O pole-sitter da primeira corrida também recebia quatro pontos, e dois pontos eram concedidos ao piloto que fazia a volta mais rápida entre os dez primeiros colocados nas corridas 1 e 2. Nenhum ponto extra era concedido ao pole-sitter da corrida 2, pois o grid de largada para a segunda corrida era baseado nos resultados da primeira corrida com os dez melhores pilotos, tendo suas posições invertidas.
Pontos da corrida longa
| Posição | 1º | 2º | 3º | 4º | 5º | 6º | 7º | 8º | 9º | 10º | Pole | VMR |
| Pontos  | 25 | 18 | 15 | 12 | 10 | 8  | 6  | 4  | 2  | 1   | 4    | 2   |

Pontos da corrida curta
| Posição | 1º | 2º | 3º | 4º | 5º | 6º | 7º | 8º | 9º | 10º | VMR |
| Pontos  | 15 | 12 | 10 | 8  | 6  | 5  | 4  | 3  | 2  | 1   | 2   |

### Campeonato de Pilotos
| Pos. | Piloto              | RBR1 | RBR1 | RBR2‡ | RBR2‡ | HUN | HUN | SIL1 | SIL1 | SIL2 | SIL2 | CAT | CAT | SPA | SPA | MNZ | MNZ | MUG | MUG | Pontos |
| ---- | ------------------- | ---- | ---- | ----- | ----- | --- | --- | ---- | ---- | ---- | ---- | --- | --- | --- | --- | --- | --- | --- | --- | ------ |
| 1    | Oscar Piastri       | 1    | 8    | 4     | 5     | 2   | 2   | 2    | Ret  | 7    | 6    | 6   | 1   | 5   | 6   | 3   | Ret | 11  | 7   | 164    |
| 2    | Théo Pourchaire     | 13   | 26   | 9     | 1     | 1   | 6   | 12   | 8    | 6    | 3    | 7   | 6   | 2   | 5   | 2   | 2   | 3   | 3   | 161    |
| 3    | Logan Sargeant      | 2    | 27   | 6     | 2     | 6   | 4   | 3    | 5    | 1    | Ret  | 3   | 5   | 8   | 1   | 26  | 24† | 6   | Ret | 160    |
| 4    | Frederik Vesti      | 4    | 6    | 1     | 8     | Ret | Ret | 5    | 4    | 4    | 8    | Ret | 21  | 6   | 2   | 1   | 23† | 1   | 9   | 146.5  |
| 5    | Liam Lawson         | 6    | 1    | 8     | Ret   | Ret | Ret | 1    | 7    | 3    | 5    | 2   | 7   | 9   | 3   | 6   | 7   | 10  | 1   | 143    |
| 6    | David Beckmann      | 7    | 4    | 3     | 3     | 10  | 1   | 9    | 1    | 5    | 4    | 5   | 9   | 3   | 9   | 4   | Ret | 8   | 2   | 139.5  |
| 7    | Jake Hughes         | 28   | 12   | 10    | Ret   | 24  | 19  | 4    | 10   | 2    | 7    | 1   | 10  | Ret | 17  | 5   | 1   | 2   | 6   | 111.5  |
| 8    | Lirim Zendeli       | 5    | 5    | 2     | 10    | Ret | 16  | 13   | 11   | 9    | 2    | 12  | 16  | 1   | 8   | 7   | 4   | 4   | Ret | 104    |
| 9    | Richard Verschoor   | 8    | 2    | 7     | 4     | 4   | 5   | 11   | 9    | 19   | 18   | 9   | 4   | 10  | 7   | 27  | 10  | 12  | 5   | 69     |
| 10   | Alex Peroni         | 3    | Ret  | 11    | 11    | 7   | 10  | 6    | 3    | 14   | 24   | 8   | 2   | 14  | 21  | 16  | 5   | 20  | 13  | 64     |
| 11   | Alexander Smolyar   | 9    | 7    | Ret   | 20    | Ret | 7   | 10   | 6    | 13   | 14   | 11  | 12  | 4   | 4   | 20  | 3   | 7   | 10  | 59     |
| 12   | Clément Novalak     | 10   | 3    | 29    | 25    | 9   | 12  | 8    | 2    | 12   | 9    | 4   | 11  | NC  | 15  | 13  | Ret | 24  | 14  | 45     |
| 13   | Bent Viscaal        | 11   | 11   | 20    | 16    | 3   | 17  | Ret  | 16   | 8    | 1    | Ret | 20  | 23  | 16  | 8   | DSQ | Ret | 20  | 40     |
| 14   | Sebastián Fernández | Ret  | 13   | 13    | 9     | 5   | 8   | 7    | 21   | 24   | 13   | 15  | 13  | 11  | 10  | Ret | 11  | 9   | 8   | 31     |
| 15   | Enzo Fittipaldi     | 18   | 9    | 15    | 13    | 19  | 9   | 18   | 19   | 17   | 17   | 13  | 8   | 26  | 12  | 9   | 19  | 5   | 4   | 27     |
| 16   | Olli Caldwell       | 20   | 19   | 5     | 6     | 21  | 18  | Ret  | 26   | 21   | 22   | 20  | Ret | 7   | 11  | Ret | 9   | 17  | 16  | 18     |
| 17   | Dennis Hauger       | 15   | 22   | 18    | 12    | 8   | 3   | 16   | 17   | Ret  | 20   | 18  | 26  | 15  | 19  | 12  | 15  | 14  | 12  | 14     |
| 18   | Matteo Nannini      | 27   | 18   | 23    | NC    | 22  | 24† | 24   | 23   | 27†  | 16   | 10  | 3   | 13  | 26  | Ret | 20  | 16  | 15  | 11     |
| 19   | Pierre-Louis Chovet |      |      |       |       |     |     |      |      |      |      |     |     | 22  | Ret | 18  | 6   |     |     | 5      |
| 20   | Max Fewtrell        | 12   | 10   | 14    | 7     | 11  | 11  | Ret  | 20   | 16   | 12   | 17  | Ret |     |     |     |     |     |     | 5      |
| 21   | Roman Staněk        | 17   | 23   | 17    | 24    | 23  | 20  | 17   | 18   | 22   | 15   | 22  | 19  | 24  | 18  | 11  | 8   | 26† | 18  | 3      |
| 22   | Ben Barnicoat       |      |      |       |       |     |     | 20   | 12   | 10   | Ret  |     |     |     |     |     |     |     |     | 1      |
| 23   | Michael Belov       |      |      |       |       |     |     |      |      |      |      |     |     | 20  | Ret | 10  | 13  | 27  | 23  | 1      |
| 24   | Igor Fraga          | 16   | 25   | 26    | 14    | 15  | Ret | 15   | Ret  | 18   | 10   | 24  | 18  | 19  | 27  | 24  | 17  |     |     | 1      |
| 25   | Cameron Das         | 22   | Ret  | 24    | Ret   | 17  | 22  | 21   | 24   | 11   | 11   | 19  | 17  | 25  | 22  | 15  | 16  | 23  | 25  | 0      |
| 26   | Jack Doohan         | 14   | Ret  | 22    | 19    | Ret | 25  | Ret  | 27   | 26   | 21   | 14  | 15  | 12  | Ret | 17  | 21  | 13  | 11  | 0      |
| 27   | Lukas Dunner        | 24   | 14   | 16    | 18    | 12  | Ret | Ret  | 22   | 23   | Ret  | 21  | 22  | 21  | 13  | 14  | Ret | 21  | 17  | 0      |
| 28   | David Schumacher    | 25   | 15   | 12    | 17    | 16  | 13  | 25   | 15   | 15   | Ret  | 23  | 25  | 17  | 14  | 19  | Ret | 15  | 19  | 0      |
| 29   | Sophia Flörsch      | 26   | 16   | 21    | Ret   | 18  | 14  | 22   | 25   | 20   | 19   | 27  | 23  |     |     | 21  | 12  | 22  | 24  | 0      |
| 30   | Federico Malvestiti | 19   | 21   | 28    | 22    | 13  | Ret | 19   | 13   | Ret  | 23   | 26  | Ret | 18  | 24  | 22  | 14  | 18  | 22  | 0      |
| 31   | Calan Williams      | 21   | 17   | 25    | 23    | Ret | 15  | 14   | 14   | Ret  | Ret  | 25  | 14  | 16  | 25  | 25  | 18  | 19  | 21  | 0      |
| 32   | Enaam Ahmed         | 23   | 24   | 19    | 15    | 14  | 21  |      |      |      |      |     |     |     |     |     |     |     |     | 0      |
| 33   | Leonardo Pulcini    |      |      |       |       |     |     |      |      |      |      | 16  | 24  |     |     |     |     |     |     | 0      |
| 34   | Alessio Deledda     | 29   | 20   | 27    | 21    | 20  | 23  | 23   | 28   | 25   | Ret  | 28  | Ret | Ret | 23  | 23  | 22  | 25  | 26  | 0      |
| 35   | Andreas Estner      |      |      |       |       |     |     |      |      |      |      |     |     | 27  | 20  |     |     |     |     | 0      |
| Pos. | Piloto              | RBR1 | RBR1 | RBR2‡ | RBR2‡ | HUN | HUN | SIL1 | SIL1 | SIL2 | SIL2 | CAT | CAT | SPA | SPA | MNZ | MNZ | MUG | MUG | Pontos |

| Cor        | Resultado             |
| ---------- | --------------------- |
| Ouro       | Vencedor              |
| Prata      | 2.º lugar             |
| Bronze     | 3.º lugar             |
| Verde      | Terminou, nos pontos  |
| Azul       | Terminou, sem pontos  |
| Púrpura    | Ret – Retirou-se      |
| Vermelho   | NQ – Não qualificado  |
| Preto      | DSQ – Desqualificado  |
| Branco     | NL – Não largou       |
| Branco     | C – Corrida cancelada |
| Azul claro | AT – Apenas Treino    |
| Sem cor    | NP – Não participou   |
| Sem cor    | Les – Lesionado       |
| Sem cor    | EX – Excluído         |

Notas:
- † – Pilotos que não terminaram a corrida, mas foram classificados pois completaram 90% da corrida.
- ‡ – Foram concedidos meio ponto para a corrida 1, devido ter sido realizado menos de 75% da distância programada.

### Campeonato de Equipes
| Pos. | Equipe                | No. | RBR1 | RBR1 | RBR2 | RBR2 | HUN | HUN | SIL1 | SIL1 | SIL2 | SIL2 | CAT | CAT | SPA | SPA | MNZ | MNZ | MUG | MUG | Pontos |
| ---- | --------------------- | --- | ---- | ---- | ---- | ---- | --- | --- | ---- | ---- | ---- | ---- | --- | --- | --- | --- | --- | --- | --- | --- | ------ |
| 1    | Prema Racing          | 1   | 1    | 8    | 4    | 5    | 2   | 2   | 2    | Ret  | 7    | 6    | 6   | 1   | 5   | 6   | 3   | Ret | 11  | 7   | 470.5  |
| 1    | Prema Racing          | 2   | 4    | 6    | 1    | 8    | Ret | Ret | 5    | 4    | 4    | 8    | Ret | 21  | 6   | 2   | 1   | 23† | 1   | 9   | 470.5  |
| 1    | Prema Racing          | 3   | 2    | 27   | 6    | 2    | 6   | 4   | 3    | 5    | 1    | Ret  | 3   | 5   | 8   | 1   | 26  | 24† | 6   | Ret | 470.5  |
| 2    | Trident               | 10  | 5    | 5    | 2    | 10   | Ret | 16  | 13   | 11   | 9    | 22   | 12  | 16  | 1   | 8   | 7   | 4   | 4   | Ret | 261.5  |
| 2    | Trident               | 11  | 7    | 4    | 3    | 3    | 10  | 1   | 9    | 1    | 5    | 4    | 5   | 9   | 3   | 9   | 4   | Ret | 8   | 2   | 261.5  |
| 2    | Trident               | 12  | 20   | 19   | 5    | 6    | 21  | 18  | Ret  | 26   | 21   | 22   | 20  | Ret | 7   | 11  | Ret | 9   | 17  | 16  | 261.5  |
| 3    | ART Grand Prix        | 7   | 13   | 26   | 9    | 1    | 1   | 6   | 12   | 8    | 6    | 3    | 7   | 6   | 2   | 5   | 2   | 2   | 3   | 3   | 251    |
| 3    | ART Grand Prix        | 8   | 9    | 7    | Ret  | 20   | Ret | 7   | 10   | 6    | 13   | 14   | 11  | 12  | 4   | 4   | 20  | 3   | 7   | 10  | 251    |
| 3    | ART Grand Prix        | 9   | Ret  | 13   | 13   | 9    | 5   | 8   | 7    | 21   | 24   | 13   | 15  | 13  | 11  | 10  | Ret | 11  | 9   | 8   | 251    |
| 4    | Hitech Grand Prix     | 4   | 12   | 10   | 14   | 7    | 11  | 11  | Ret  | 20   | 16   | 12   | 17  | Ret | 22  | Ret | 18  | 6   |     |     | 167    |
| 4    | Hitech Grand Prix     | 5   | 6    | 1    | 8    | Ret  | Ret | Ret | 1    | 7    | 3    | 5    | 2   | 7   | 9   | 3   | 6   | 7   | 10  | 1   | 167    |
| 4    | Hitech Grand Prix     | 6   | 15   | 22   | 18   | 12   | 8   | 3   | 16   | 17   | Ret  | 20   | 18  | 26  | 15  | 19  | 12  | 15  | 14  | 12  | 167    |
| 5    | HWA Racelab           | 14  | 18   | 9    | 15   | 13   | 19  | 9   | 18   | 19   | 17   | 17   | 13  | 8   | 26  | 12  | 9   | 19  | 5   | 4   | 138.5  |
| 5    | HWA Racelab           | 15  | 28   | 12   | 10   | Ret  | 24  | 19  | 4    | 10   | 2    | 7    | 1   | 10  | Ret | 17  | 5   | 1   | 2   | 6   | 138.5  |
| 5    | HWA Racelab           | 16  | 14   | Ret  | 22   | 19   | Ret | 25  | Ret  | 27   | 26   | 21   | 14  | 15  | 12  | Ret | 17  | 21  | 13  | 11  | 138.5  |
| 6    | MP Motorsport         | 17  | 8    | 2    | 7    | 4    | 4   | 5   | 11   | 9    | 19   | 18   | 9   | 4   | 10  | 7   | 27  | 10  | 12  | 5   | 109    |
| 6    | MP Motorsport         | 18  | 11   | 11   | 20   | 16   | 3   | 17  | Ret  | 16   | 8    | 1    | Ret | 20  | 23  | 16  | 8   | DSQ | Ret | 20  | 109    |
| 6    | MP Motorsport         | 19  | 24   | 14   | 16   | 18   | 12  | Ret | Ret  | 22   | 23   | Ret  | 21  | 22  | 21  | 13  | 14  | Ret | 21  | 17  | 109    |
| 7    | Campos Racing         | 29  | 3    | Ret  | 11   | 11   | 7   | 10  | 6    | 3    | 14   | 24   | 8   | 2   | 14  | 21  | 16  | 5   | 20  | 13  | 64     |
| 7    | Campos Racing         | 30  | 29   | 20   | 27   | 21   | 20  | 23  | 23   | 28   | 25   | Ret  | 28  | Ret | Ret | 23  | 23  | 22  | 25  | 26  | 64     |
| 7    | Campos Racing         | 31  | 26   | 16   | 21   | Ret  | 18  | 14  | 22   | 25   | 20   | 19   | 27  | 23  | 27  | 20  | 21  | 12  | 22  | 24  | 64     |
| 8    | Carlin Buzz Racing    | 26  | 10   | 3    | 29   | 25   | 9   | 12  | 8    | 2    | 12   | 9    | 4   | 11  | NC  | 15  | 13  | Ret | 24  | 14  | 46     |
| 8    | Carlin Buzz Racing    | 27  | 23   | 24   | 19   | 15   | 14  | 21  | 20   | 12   | 10   | Ret  | 16  | 24  | 17  | 14  | 19  | Ret | 15  | 19  | 46     |
| 8    | Carlin Buzz Racing    | 28  | 22   | Ret  | 24   | Ret  | 17  | 22  | 21   | 24   | 11   | 11   | 19  | 17  | 25  | 22  | 15  | 16  | 23  | 25  | 46     |
| 9    | Jenzer Motorsport     | 20  | 21   | 17   | 25   | 23   | Ret | 15  | 14   | 14   | Ret  | Ret  | 25  | 14  | 16  | 25  | 25  | 18  | 19  | 21  | 11     |
| 9    | Jenzer Motorsport     | 21  | 19   | 21   | 28   | 22   | 13  | Ret | 19   | 13   | Ret  | 23   | 26  | Ret | 18  | 24  | 22  | 14  | 18  | 22  | 11     |
| 9    | Jenzer Motorsport     | 22  | 27   | 18   | 23   | NC   | 22  | 24† | 24   | 23   | 27†  | 16   | 10  | 3   | 13  | 26  | Ret | 20  | 16  | 15  | 11     |
| 10   | Charouz Racing System | 23  | 17   | 23   | 17   | 24   | 23  | 20  | 17   | 18   | 22   | 15   | 22  | 19  | 24  | 18  | 11  | 8   | 26† | 18  | 5      |
| 10   | Charouz Racing System | 24  | 16   | 25   | 26   | 14   | 15  | Ret | 15   | Ret  | 18   | 10   | 24  | 18  | 19  | 27  | 24  | 17  |     |     | 5      |
| 10   | Charouz Racing System | 25  | 25   | 15   | 12   | 17   | 16  | 13  | 25   | 15   | 15   | Ret  | 23  | 25  | 20  | Ret | 10  | 13  | 27  | 23  | 5      |
| Pos. | Equipe                | No. | RBR1 | RBR1 | RBR2 | RBR2 | HUN | HUN | SIL1 | SIL1 | SIL2 | SIL2 | CAT | CAT | SPA | SPA | MNZ | MNZ | MUG | MUG | Pontos |

| Cor        | Resultado             |
| ---------- | --------------------- |
| Ouro       | Vencedor              |
| Prata      | 2.º lugar             |
| Bronze     | 3.º lugar             |
| Verde      | Terminou, nos pontos  |
| Azul       | Terminou, sem pontos  |
| Púrpura    | Ret – Retirou-se      |
| Vermelho   | NQ – Não qualificado  |
| Preto      | DSQ – Desqualificado  |
| Branco     | NL – Não largou       |
| Branco     | C – Corrida cancelada |
| Azul claro | AT – Apenas Treino    |
| Sem cor    | NP – Não participou   |
| Sem cor    | Les – Lesionado       |
| Sem cor    | EX – Excluído         |

Notas:
- † – Pilotos que não terminaram a corrida, mas foram classificados pois completaram 90% da corrida.